# Notoligotoma hardyi
Notoligotoma hardyi är en insektsart som först beskrevs av Karl Friederichs 1914.  Notoligotoma hardyi ingår i släktet Notoligotoma och familjen Notoligotomidae. Inga underarter finns listade i Catalogue of Life.